# 마곡나루역
마곡나루(서울식물원)역(Magongnaru(Seoul Botanic Park)Station, 麻谷나루(서울植物園)驛)은 서울특별시 강서구 마곡동에 있는 서울 지하철 9호선과 인천국제공항철도의 환승역이다. 인천국제공항철도는 이 역부터 김포공항역까지 지하 구간이다. 인천국제공항철도는 이 역과 디지털미디어시티역 사이엔 일부 지상 구간이 존재한다. 인근에 서울식물원이 있다.
이 역은 마곡지구의 기반 시설로 건설되었다. 따라서 2009년 7월 24일 9호선 1단계 개통 직후에는 아직 마곡지구가 개발되지 않아 열차가 무정차 통과하다가 2014년 5월 24일에 개통했다. 9호선 급행열차는 마곡지구 개발 진행 중 및 이용 승객 부족으로 무정차 통과했으나 2018년 12월 1일부터 9호선 3단계 구간 개통과 함께 정차하게 되었다. 2018년 9월 29일 인천국제공항철도가 개통해 환승역이 됐다.

## 역사
- 2008년 9월 18일: 마곡나루역으로 역명 결정[3]
- 2014년 5월 15일: 열차 영업시운전 개시 (여객 미취급)
- 2014년 5월 24일: 서울 지하철 9호선 개통과 함께 영업 개시 (급행열차 무정차 통과와 일반열차만 정차)
- 2016년 5월 11일: 인천국제공항철도 마곡나루역 건설사업 승인[4]
- 2016년 8월: 인천국제공항철도 마곡나루역 착공
- 2017년 6월 29일: 인천국제공항철도에 철도거리표 고시[5]
- 2018년 9월 29일: 인천국제공항철도 마곡나루역 개통과 함께 환승역이 됨
- 2018년 12월 1일: 9호선 급행열차 정차 개시
- 2019년 12월 26일: 마곡나루역에서 마곡나루(서울식물원)역으로 변경[6]

## 역 구조
인천국제공항철도의 역은 3,4,5번 출구이며 9호선의 역은 1,2번 출구이다.
개찰구는 두 역 모두 각각 지하 1층에 위치하며, 지하 2층에는 환승통로와 환승개찰구가 설치되어 있다. 승강장은 9호선이 지하 2층과 인천국제공항철도는 지하 3층에 각각 위치한다.

### 9호선 승강장
2면 4선의 쌍섬식 승강장을 갖춘 지하역으로 스크린도어가 설치돼 있다.
| 신방화 ↑    |
| 상 \| 하 \| |
| ↓ 양천향교  |

| 하행 | ● 서울 지하철 9호선 | 일반 | 신방화 · 공항시장 · 김포공항 · 개화 방면                               |
| 하행 | ● 서울 지하철 9호선 | 급행 | 김포공항 방면                                                          |
| 상행 | ● 서울 지하철 9호선 | 급행 | 가양(부민병원)·당산 · 노량진 · 동작 · 신논현 · 중앙보훈병원 방면       |
| 상행 | ● 서울 지하철 9호선 | 일반 | 가양(부민병원)·당산 · 노량진 · 동작(현충원)·신논현 · 중앙보훈병원 방면 |

### 인천국제공항철도 승강장
2면 2선의 상대식 승강장이 있는 지하역으로 스크린도어가 설치돼 있다.
| ↑ 디지털미디어시티 |
| \| １              |
| 김포공항 ↓         |

| 하행 (1) | ● 인천국제공항철도 | 김포공항 · 검암(검암역 로얄파크시티)·인천공항1터미널 · 인천공항2터미널 방면 |
| 상행 (2) | ● 인천국제공항철도 | 디지털미디어시티(KT스카이라이프)·홍대입구 · 공덕 · 서울역 방면              |

## 역 주변
| 나가는 곳 | 방면                                                                      |
| --------- | ------------------------------------------------------------------------- |
| 1         | 마곡중학교 마곡엠벨리 1-4단지                                             |
| 2         | 서울식물원 코트야드메리어트호텔                                           |
| 3         | 서울식물원                                                                |
| 4         | 서울식물원 LG사이언스파크                                                 |
| 5         | 서울공항초등학교 국가평생교육진흥원 강서세무서 ● 수도권 전철 5호선 마곡역 |
| 6         | 마곡엠밸리7단지입구 마곡중앙광장 코엑스 마곡 르웨스트                     |

## 이용객 변동
2014년 자료는 실제 영업일수인 2014년 5월 24일부터 12월 31일까지 222일치만이 반영된 것이다.
| 노선  | 노선 | 일평균 인원수 (명/일) | 일평균 인원수 (명/일) | 일평균 인원수 (명/일) | 일평균 인원수 (명/일) | 일평균 인원수 (명/일) | 일평균 인원수 (명/일) | 일평균 인원수 (명/일) | 일평균 인원수 (명/일) | 일평균 인원수 (명/일) | 각주  |
| 노선  | 노선 | 2009년                | 2010년                | 2011년                | 2012년                | 2013년                | 2014년                | 2015년                | 2016년                | 2017년                | 각주  |
| ----- | ---- | --------------------- | --------------------- | --------------------- | --------------------- | --------------------- | --------------------- | --------------------- | --------------------- | --------------------- | ----- |
| 9호선 | 승차 | 미개통                | 미개통                | 미개통                | 미개통                | 미개통                | 1,412                 | 1,955                 | 2,481                 | 4,738                 | [ 7 ] |
| 9호선 | 하차 | 미개통                | 미개통                | 미개통                | 미개통                | 미개통                | 1,335                 | 1,815                 | 2,307                 | 4,436                 | [ 7 ] |

## 사진

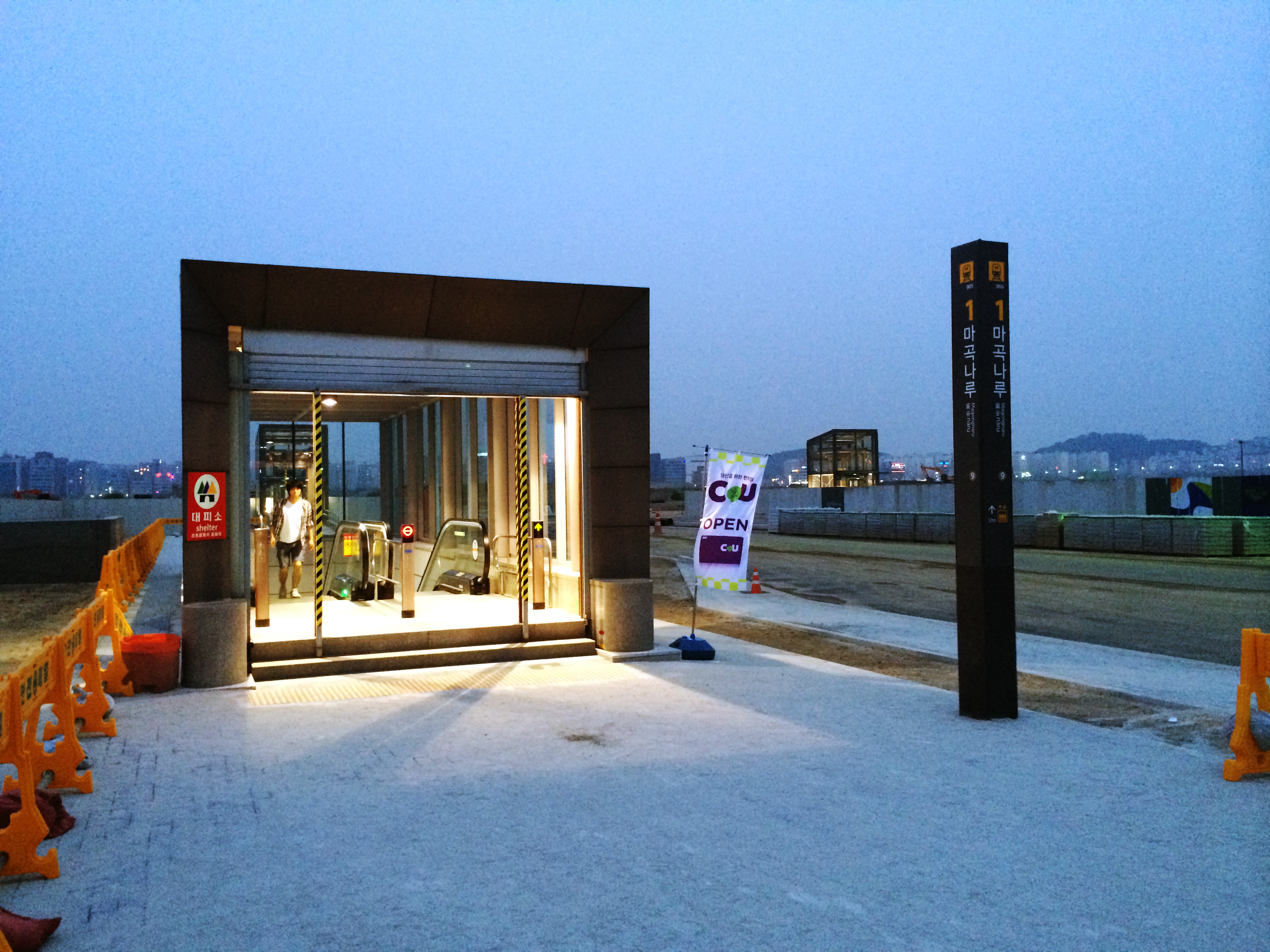
1번 출입구
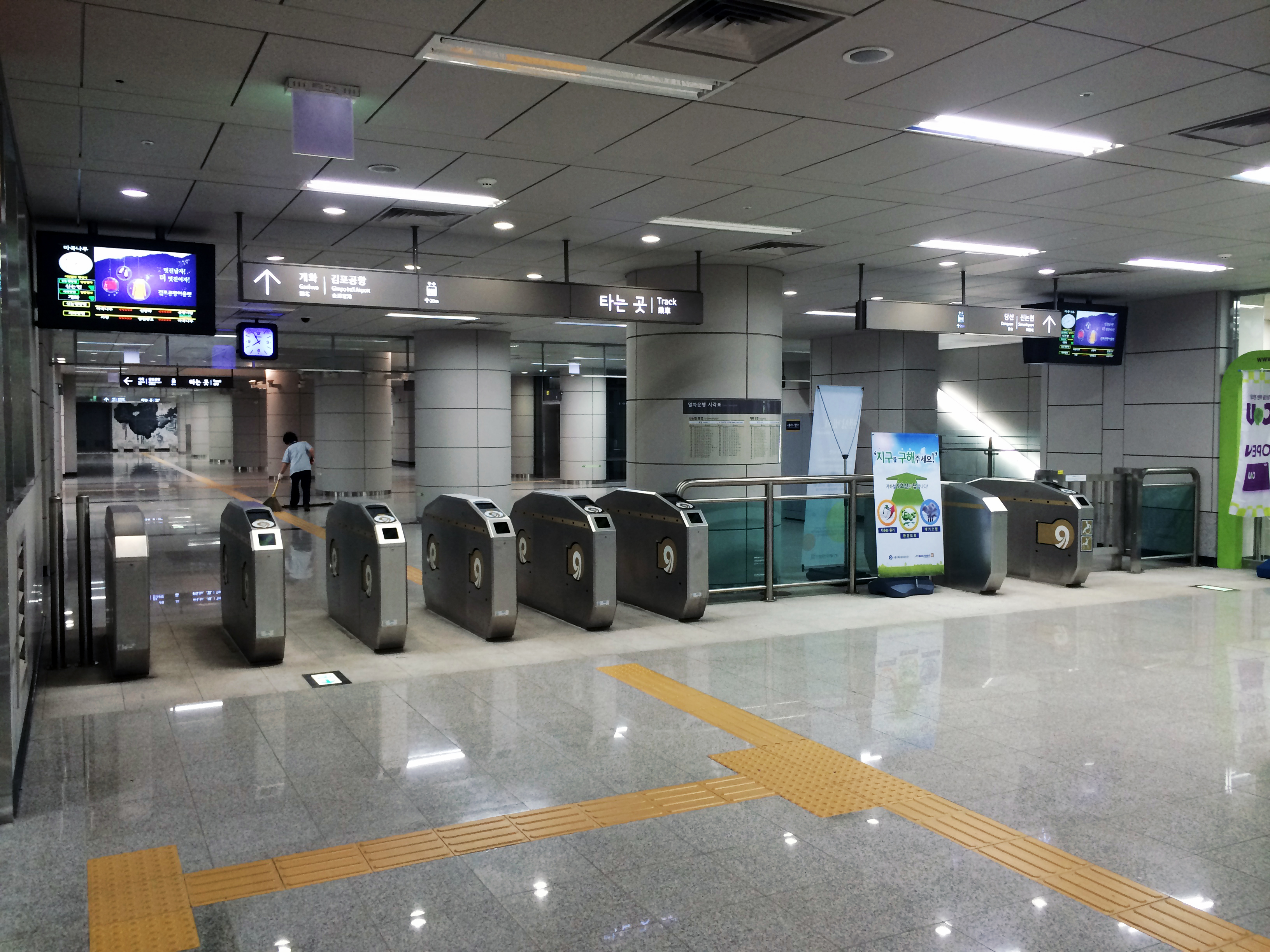
개찰구
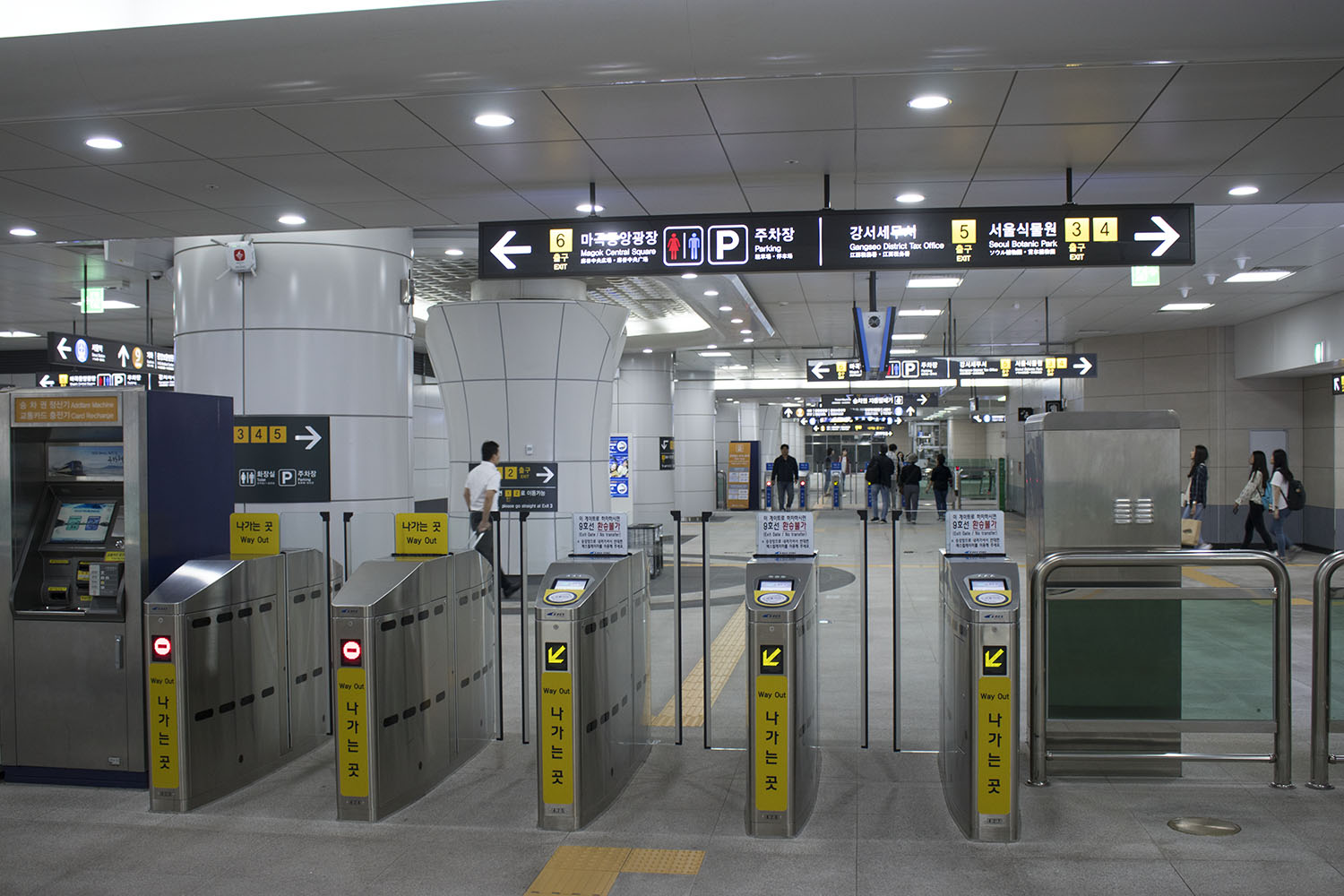
개찰구
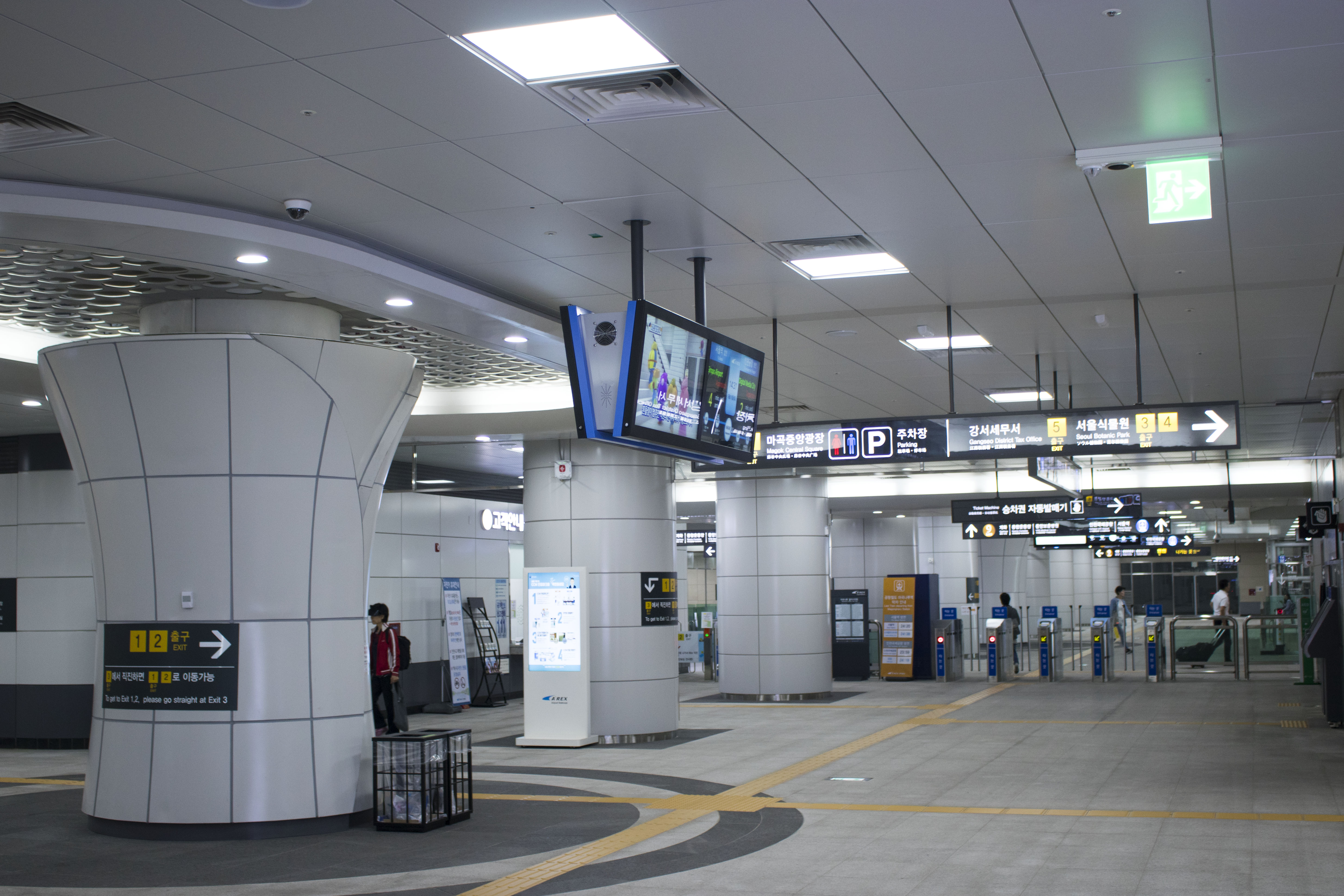
대합실
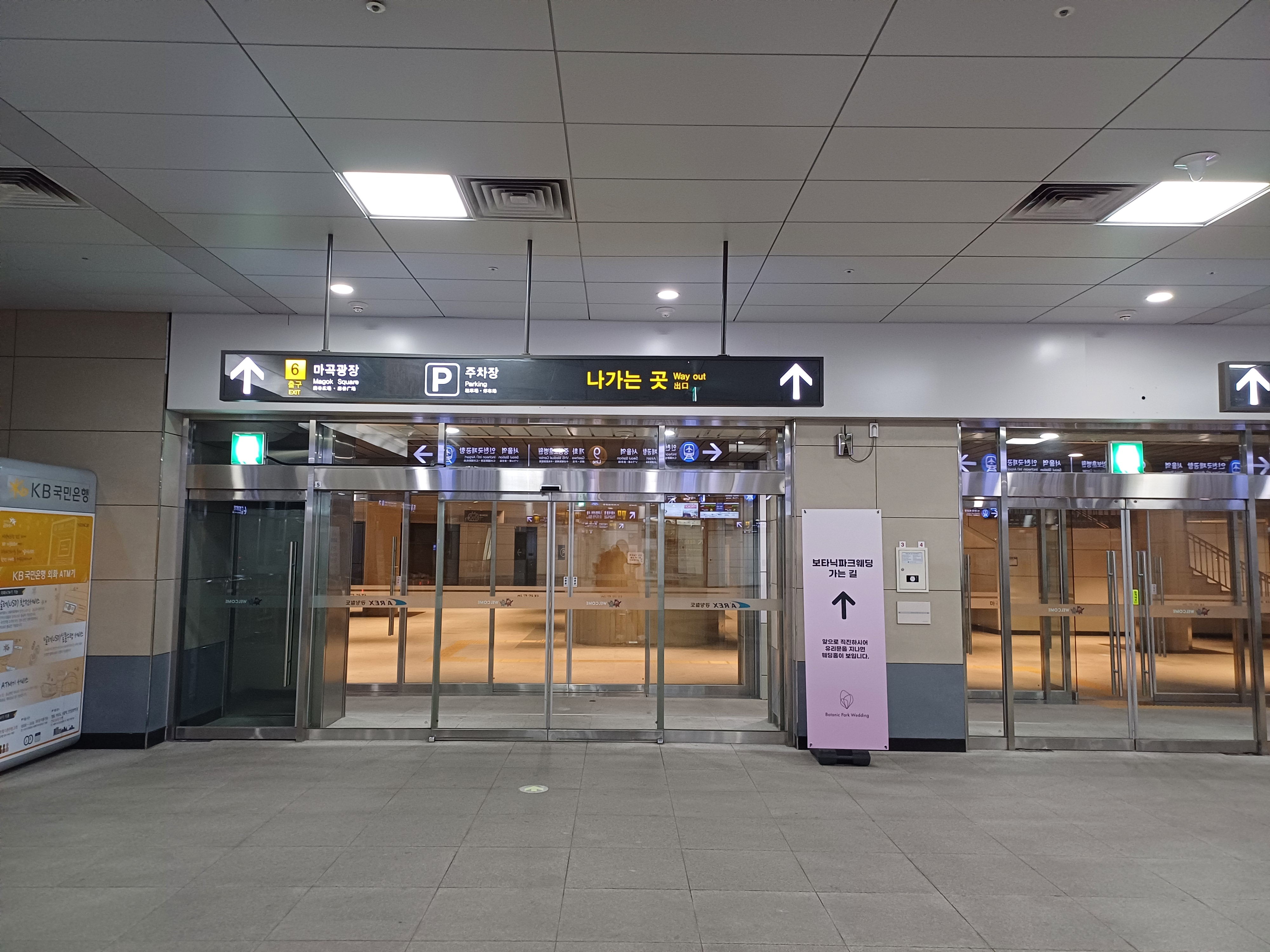
6번 출입구
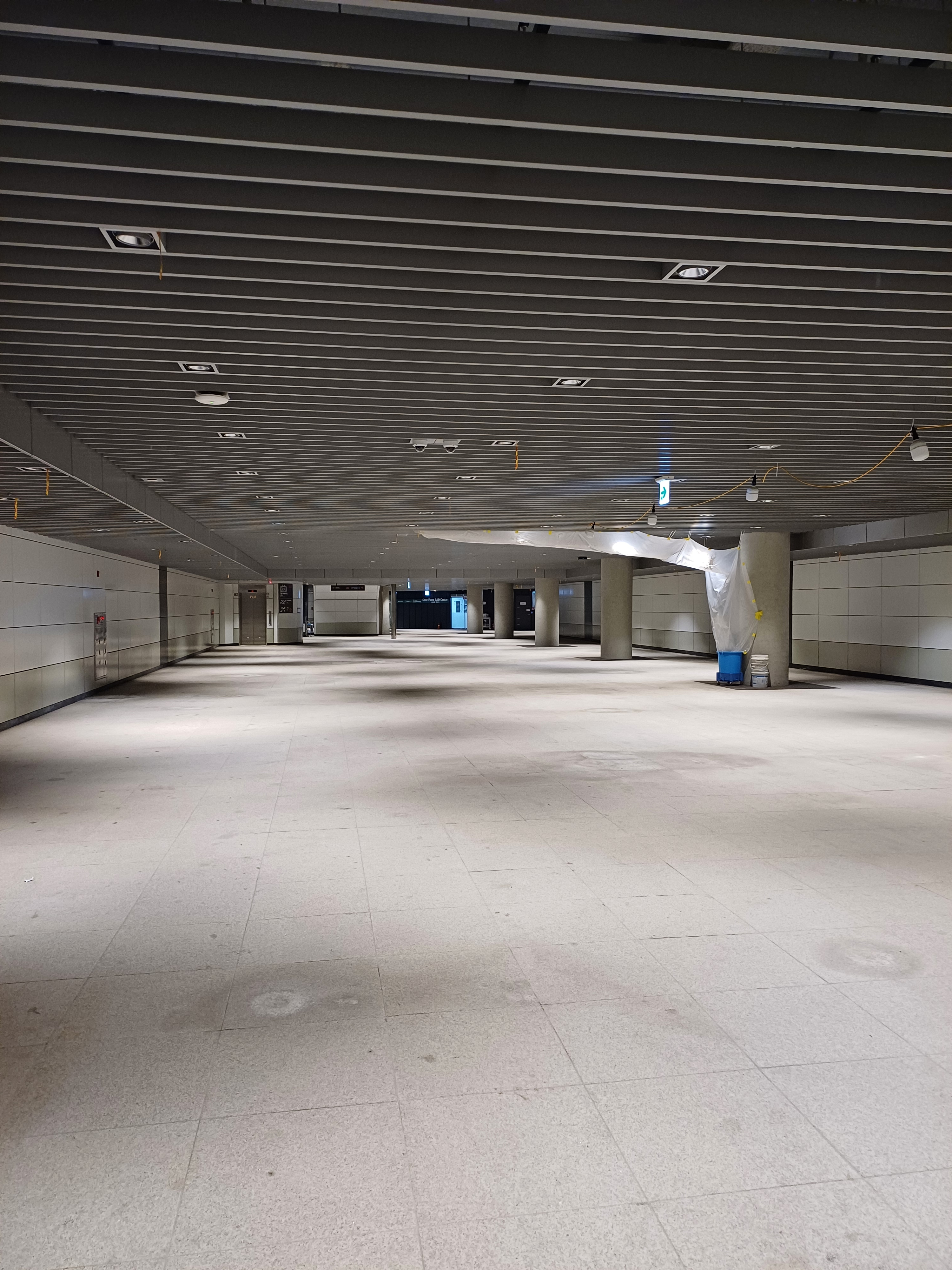
코엑스 마곡 르웨스트, 마곡역 방향 가는길
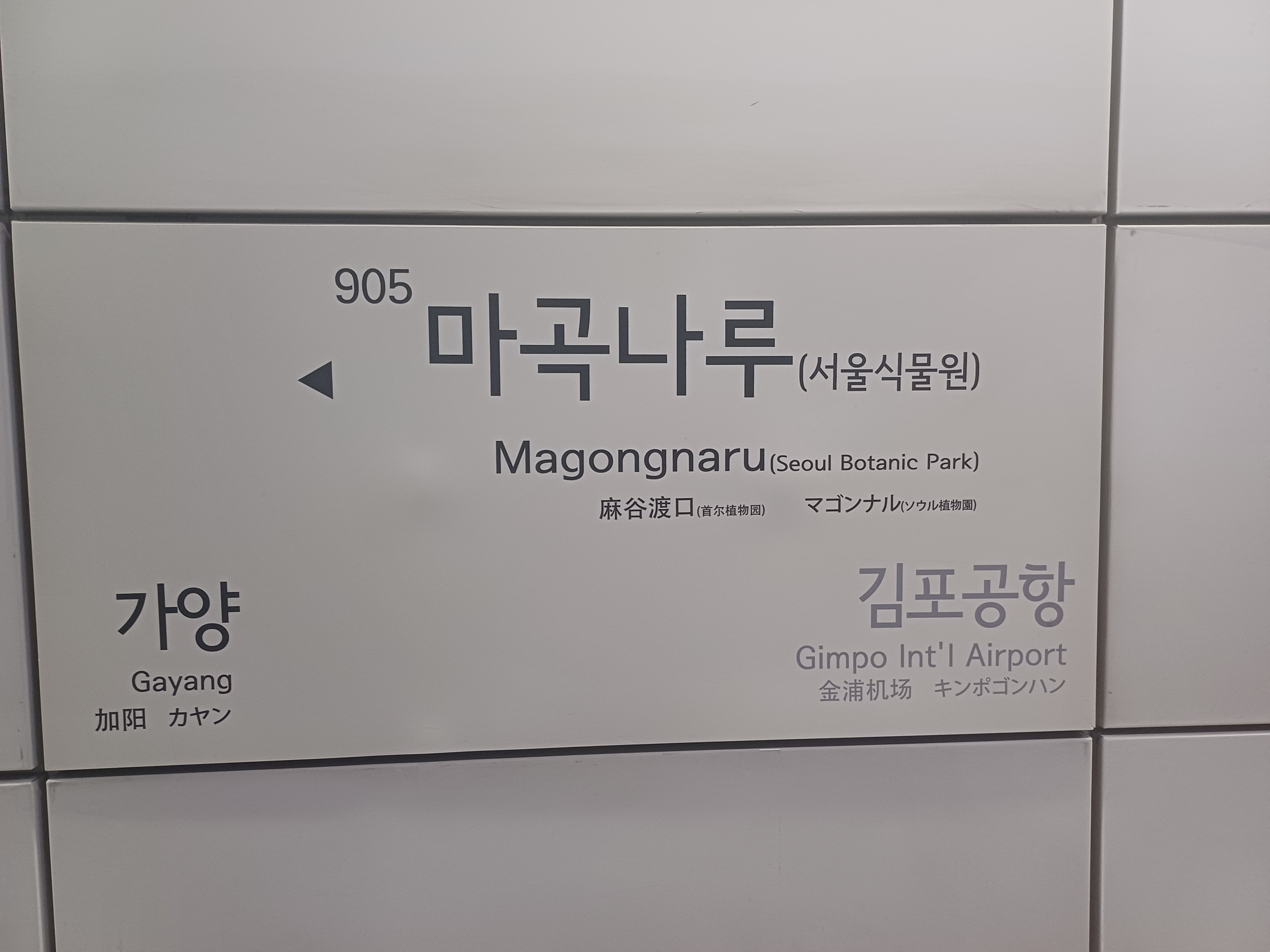
급행 역명판
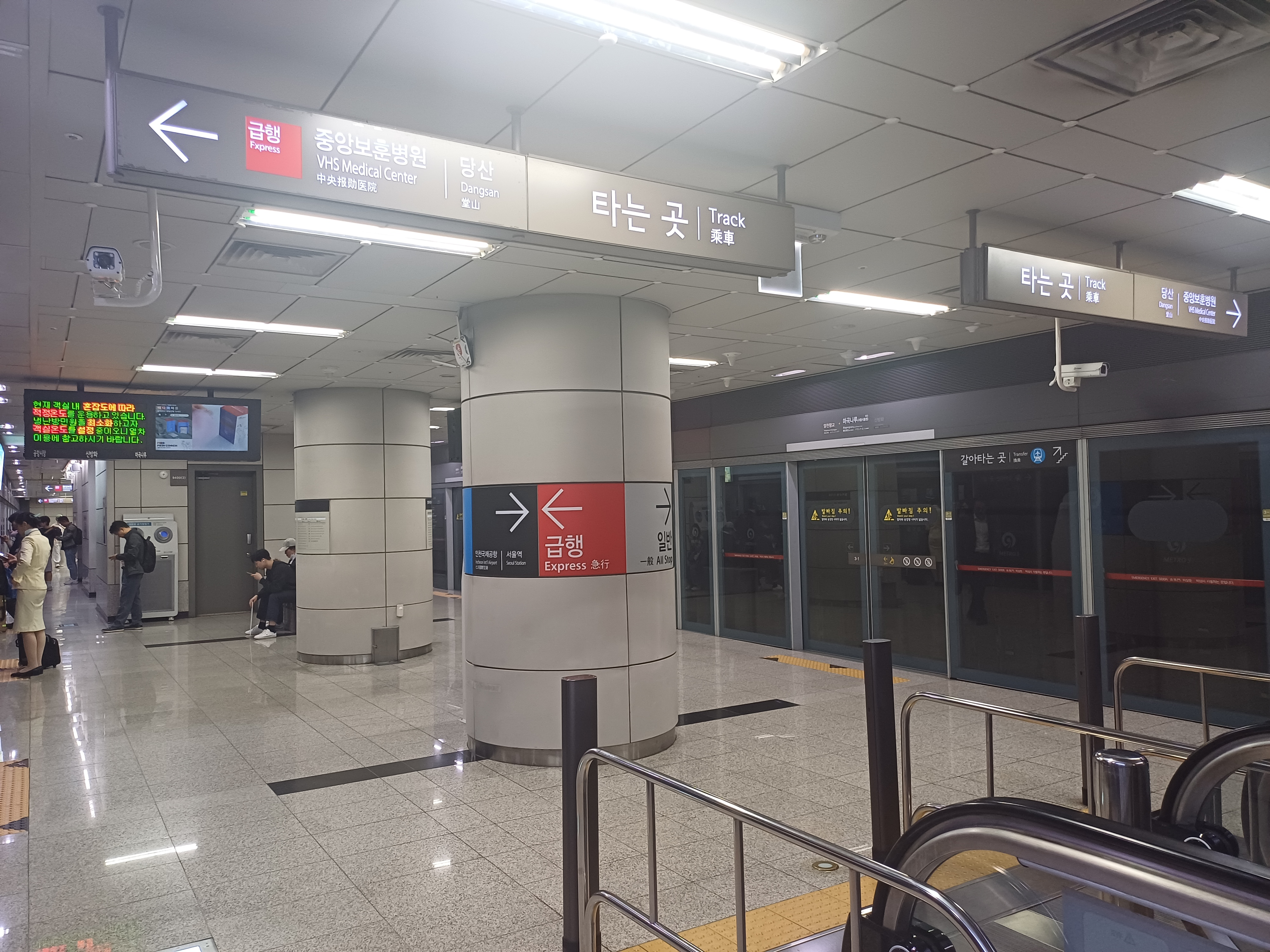
승강장 2

## 인접한 역
| 서울 지하철 9호선                | 서울 지하철 9호선        | 서울 지하철 9호선                 |
| -------------------------------- | ------------------------ | --------------------------------- |
| 902 김포공항 방면                | ● 서울 지하철 9호선 급행 | 907 가양 중앙보훈병원 방면        |
| 904 신방화 개화 방면             | ● 서울 지하철 9호선 일반 | 906 양천향교 중앙보훈병원 방면    |
| 인천국제공항선                   |                          |                                   |
| A04 디지털미디어시티 서울역 방면 | ● 인천국제공항철도 일반  | A05 김포공항 인천공항2터미널 방면 |

## 참고 문헌
- 지하철 역사 신설 및 기능개선 - 서울특별시 마곡사업 보관됨 2014-01-07 - 웨이백 머신